# Joaquim Desvalls i de Sarriera
Joaquim Desvalls i de Sarriera   (Barcelona, 1803 - Palma, 1883), vuitè marquès de Llupià i cinquè d'Alfarràs, fou regidor i tinent d'alcalde de Barcelona i senador del regne.
Fou un dels fundadors i el primer president, entre 1851 i 1860, de l'Institut Agrícola Català de Sant Isidre. També fou el primer president de l'Acadèmia Provincial de Belles Arts de Barcelona. Membre de l'Acadèmia de Ciències i Arts de Barcelona, on hi dirigí la secció d'agricultura.
Va promoure la reforma del palau de Barcelona, amb la creació d'una nova façana neoclassicista, i l'ampliació dels jardins del Laberint d'Horta, finca creada pel seu avi Joan Antoni Desvalls i d'Ardena.